# Annonce de la venue de Mahomet
La croyance en l'Annonce de Mahomet tient une place considérable dans la foi islamique comparable à celle du Messie dans le judaïsme ou encore à  l'Annonciation de Jésus par Gabriel à Marie selon les croyances chrétiennes.  Marie-Thérèse Urvoy consacre un article et une analyse critique sur l'Annonce de Mahomet dans le Dictionnaire du Coran.
Cet article traite de cette lecture théologique musulmane particulière de certains passages des textes sacrés des grandes religions. Il s'agit d'une interprétation particulière, mystique et religieuse, des anciennes prophéties propres au monde musulman, à laquelle toutes les Sîra (biographies de Mahomet) font systématiquement allusion, y compris dans celles d'ibn Ishaq (704 - 767), d'ibn Hicham (? - 834), ou d'al-Waqidi (745-822). Des exégètes musulmans tels qu'Ibn Kathir ou Al-Qurtubi rapportent dans leurs commentaires du Coran que les prophètes antérieurs auraient pris l'engagement de reconnaître Mahomet s'il était envoyé de leur vivant et de l'annoncer à leurs fidèles. Ils rapportent également que Mahomet serait annoncé dans les anciens livres,.
Cette croyance islamique en l'annonce de Mahomet par les prophètes antérieurs a fait l'objet de recherches musulmanes autour de telles prophéties dans les livres saints des autres religions révélées, recherches qui ont débouché sur abondante littérature apologétique et hagiographique sur le sujet.

## Contexte historique
Le judaïsme de l'Antiquité attendait l'arrivée du Messie. Un texte trouvé parmi des manuscrits de la mer Morte semble signifier que la communauté essénienne de Qumran attendait deux Messies et un prophète. En dehors de certaines sectes[Lesquelles ?], ces deux figures messianiques, "très vagues" sont reconnues comme deux facettes d'une unique personne.
C'était le cas dans le christianisme primitif ; les deux figures messianiques que l'on trouve dans les manuscrits de la mer Morte ont d'ailleurs été appliquées à Jésus de Nazareth. Les anciens attendaient un certain prophète partageant des traits avec le prophète Elie en dehors du messie. Cependant, selon les croyances chrétiennes, ce prophète s'est manifesté en Jean-Baptiste, et non en Mahomet.
Marie-Thérèse Urvoy présente le contexte : « Yahvé ton Dieu suscitera pour toi du milieu de toi, parmi tes frères, un prophète tel que toi » (Dt 18,15). Ce verset est situé dans un discours de Moïse au peuple d'Israël. Elle en conclut que ce prophète doit nécessairement sortir du peuple hébreu. Pour les chrétiens, ce prophète, nouveau législateur, est venu en la personne de Jésus de Nazareth, qui était juif, et qui a donné une nouvelle Alliance de la même manière que Moïse avait donné au peuple d'Israël le Décalogue qui sera nommé le Chema Israël (Dt 6,4).

## Annonce de Mahomet selon le Coran
Le Coran affirme que la venue de Mahomet comme prophète de l'islam pour toute l'humanité aurait été annoncée dans la Torah et dans l'Évangile (sans préciser à quel endroit de chacun de ces livres). L'apologétique musulmane a donc cherché des passages pouvant être interprétés en ce sens,.

« Et quand Jésus fils de Marie dit : “ô Enfants d’Israël, je suis vraiment le Messager de Dieu [envoyé] à vous, confirmateur de ce qui, dans la Thora, est antérieur à moi, et annonciateur d’un Messager à venir après moi, dont le nom sera “Ahmad”. Puis quand celui-ci vint à eux avec des preuves évidentes, ils dirent : “C’est là une magie manifeste”. »

— Sourate As-Saff 61.6
Le terme ahmad utilisé dans ce passage peut aussi se traduire par « le très glorieux » ou « le très loué » : dont le nom sera très loué. La compréhension de l'adjectif « ahmad » comme nom propre n’apparaît qu'au IIe siècle de l'hégire. Jusque là, le mot était pris comme adjectif et « il ne fut compris comme un nom propre qu’après que Muḥammad eut été identifié avec le Paraclet ».

« (Cor. VII, Al-A'raf, v. 157) : "Ceux qui suivent le Messager, le Prophète illettré qu'ils trouvent écrit mentionné chez eux dans la Torah et l'Évangile. Il leur ordonne le convenable, leur défend le blâmable, leur rend licites les bonnes choses, leur interdit les mauvaises, et leur ôte le fardeau et les jougs qui étaient sur eux. Ceux qui croiront en lui, le soutiendront, lui porteront secours et suivront la lumière descendue avec lui ; ceux-là seront les gagnants.",, »

## Question de l'annonce du Paraclet
Certains exégètes ont repris la tradition chrétienne de l'annonce, dans les Évangiles, de la venue du Paraclet comme étant celle de l'Esprit Saint, pour y voir l'annonce en fait du prophète Mahomet,
Un passage essentiel de cette annonce se trouve dans l’évangile selon St Jean, 14:16-17 : « [E]t je prierai le Père et il vous donnera un autre Paraclet, pour qu'il soit avec vous à jamais, l'Esprit de Vérité, que le monde ne peut pas recevoir, parce qu'il ne le voit pas ni ne le reconnaît. Vous, vous le connaissez, parce qu'il demeure auprès de vous et qu'il est en vous. ». Le terme paraclet (παράκλητος - paracletos) désigne celui « qu'on appelle à son aide », sens dont découlent les traductions « avocat » et « intercesseur ». Explicité par le titre « Esprit de vérité », ce terme désigne dans le christianisme l'Esprit Saint ,
Ce terme a fait l'objet de deux « détournements linguistiques ». Le premier a détourné le terme syriaque mnahmana utilisé dans une adaptation « très approximative du texte de Jean ». Dès le VIIIe siècle, ce terme est associé par Ibn Ishaq à Mahomet. La racine de ce mot nhm n'a pourtant avec celle hmd de Mahomet que deux lettres en commun et dans un ordre différent. Cette interprétation s'est peu répandue au Moyen-Orient en raison du nombre de personnes parlant syriaque capables de « dénoncer la confusion » mais s'est répandue au Maghreb. La question de l'assimilation de Mahomet au Paraclet a été réfutée dans le « dialogue » entre Thimothée Ier et le calife al-Mahdi.
L’apologétique musulmane a aussi transcrit le terme parakletos par le mot « periklutos », modifiant le sens original d'« avocat » en celui de « loué », « glorieux », sens du terme « Mohamed » ou particulièrement « Ahmad » (Cor.LXI. 6.), en arabe. Cependant, il n'est jamais fait mention de ce terme dans les manuscrits de la Bible en langue grecque et une association de ces termes « reviendrait à traiter une langue indo-européenne (le grec) comme une langue sémitique » dans laquelle primeraient les consonnes et où les voyelles seraient variables, ce qui est inexact,. « L’histoire du texte et ḍes traductions de l’Évangile, jointe au fait que le mot periklutos n’était pas courant en grec contemporain, montre que c’est impossible. »

## La pierre d'angle et la notion de «sceau des prophètes»

### L'approche hagiographique et théologique
D'après al-Bukhari, dans son Al jami'us-Sahih , Mahomet se serait lui-même comparé à une pierre d'angle (tel que cela aurait été évoqué par Jésus selon Mathieu) en ces termes :« Abu Huraira rapporte : Le Messager d'Allah a dit, " Mon exemple en comparaison aux autres prophètes avant moi, est celle d'un homme qui a construit une maison bien et admirablement, excepté un endroit d'une brique dans un coin. Les personnes vont autour et ils admirent sa beauté, mais disent : Quelle brique doit être mise dans son endroit ?! ; Ainsi je suis cette brique, et je suis le sceau des Prophètes." » ,
Le théologien indien, Rahmatullah al-Hindi soutient Mahomet comme étant la pierre d'angle citée dans l'évangile de Matthieu et dans celui de Marc. Il veut identifier également le « peuple ignorant » décrit par St Paul, et annoncé dans un passage du Deutéronome au peuple des arabes païens d'avant l'islam, qui sont surnommés ummiyyun, compris comme « sans Écriture Sainte » dans le Coran avant d'être perçu comme signifiant « illettré ».
Dans le monde chrétien, ce passage des Évangiles est interprété par la conversion au christianisme des gentils (l'ensemble des nations non-juives). Al-Hindi soutient que les Grecs étaient un peuple intelligent, et affirme qu'ils ne correspondraient pas à cette nation ignorante prophétisée. La polémique porte donc sur la nature de l'ignorance de la nation en question : d'ordre spirituelle pour les chrétiens et d'ordre plutôt intellectuelle pour les exégètes musulmans.

### L'approche critique et historique
L'historien, Maurice Gaudefroy-Demombyne écrit, dans Mahomet  « Une ambiance propice à l’avènement du monothéisme entourait ainsi la méditation personnelle de Mohammed. Elle le convainquit que le dieu suprême, qui gouverne le monde et les hommes, était las de leur idolâtrie et des iniquités sociales que commettaient les puissants, et qu’il allait châtier les Quraïchites de Mekke par un désastre semblable à celui qui avait anéanti les peuples disparus. Les poètes arabes en avaient nourri l’imagination de tous. Mohammed pourra se croire possédé par Allah, comme les devins et les sorciers l’étaient par les faux dieux et par les djinns. Instruit par les Judéo-chrétiens des prédications des anciens prophètes d’Israël et de celles de Jésus et des Apôtres, il comprit que son inspiration avait la même source que la leur. Mais aussi Juifs et Chrétiens avaient altéré les paroles de vérité qu’Allah avait chargé les prophètes d’enseigner au peuple choisi, les Israélites. Il ne pouvait le tolérer. Il fallait que le véritable enseignement divin fût rétabli par la prédication d’un dernier Envoyé qui l’apportât aux Arabes en langue arabe. D’ailleurs, Abraham était venu jadis à Mekke, où il avait, avec l’aide de son fils, reconstruit la Ka‘ba. Il y avait laissé des disciples croyants de la vraie foi, hanîf. Mohammed est désormais prêt à recevoir une parole dont il sait bien qu’elle est celle de Dieu. »
Geneviève Gobillot écrit au sujet de la notion de « sceau des prophètes » : « Dans le Coran (33, 40), le sceau des prophètes désigne une réalité tout à fait spécifique, à savoir : le dernier des prophètes au sens où il apporte la dernière version du message divin aux hommes, seule version véritable et, de ce fait, seule vraie voie du salut. L'origine manichéenne de cette acception précise de l'expression sceau des prophètes a été mise en avant par de nombreux spécialistes. Mani (mis à mort en 276 à Jundîshapûr), en proclamant qu'il était non seulement l'apôtre du Christ, mais surtout le sceau des prophètes, voulait affirmer que sa révélation était à la fois la dernière et la plus parfaite. Il proposait ainsi d'apporter un éclairage définitif à la fois sur le christianisme, le zoroastrisme et le bouddhisme, mais aussi sur de nombreuses gnoses, en particulier des mouvements fondés sur la connaissance des apocryphes de l'Ancien et du Nouveau Testament. Il déclarait que la quintessence parfaite des enseignements de toutes ces religions ou branches religieuses se trouvait dans la révélation qui lui était confiée, laquelle avait pour vocation à les rassembler toutes selon leur sens véritable. » Et de conclure : « Les mêmes significations ont été conservées en islam à l'expression sceau des prophètes, à savoir l'idée que le texte révélé à Mahomet récapitule et rectifie à la fois les contenus de toutes les révélations antérieures, aucun envoyé divin ne devant être missionné après lui. » 
Pour l'islamologue Claude Gilliot, l'expression « sceau des prophètes » n'avait pas le sens de dernier prophète pour le premier islam mais celui de témoins des prophètes. Cette notion pourrait provenir du christianisme ou du judéo-christianisme. En effet, il était admis que la capacité prophétique pouvait être héréditaire. Les traditions anciennes évoquent la possible transmission prophétique au fils de Mahomet (si celui-ci n'était pas mort) ou à son fils adoptif. Pour l'auteur, la nouvelle interprétation a prévalu pour des raisons théologiques et a été à l'origine de modifications des principes de l'adoption ou, même, du texte coranique.

## Récits apologétiques tardifs
Ibn Ishaq et d'autres anciens historiens évoquent l'annonce de la prophétie de Mahomet par certaines personnalités juives ou chrétiennes telles que Bahira, Waraqa ibn Nawfal, etc. Ces récits sont exploités d'une part dans l'apologétique musulmane. Bahira serait un prêtre arien qui aurait enseigné à Mahomet le christianisme.
L'historien Maurice Gaudefroy-Demombyne, dans Mahomet  cite un extrait d'Ibn Sa'd al-Baghdadi, auteur musulman du IXe siècle : « (...) Le principal épisode de ces voyages est la halte chez le moine Bahîrâ, ou Sergios, dans un ermitage de la région de Boçrâ, où des solitaires se sont transmis depuis de longues années un livre où chacun d’eux a puisé une connaissance merveilleuse. Le moine remarque le nuage qui accompagne la caravane quraïchite et qui vient s’arrêter au-dessus de l’arbre qui abrite son campement. Abû Tâlib, invité par Bahîrâ, laisse à l’écart Mohammed qui n’a que douze ans. Mais le moine réclame sa présence, l’examine, l’interroge sur son comportement dans la veille et dans le sommeil, et enfin découvre entre ses épaules le sceau de la prophétie, qu’il baise. Comme Abû Tâlib dit qu’il est son fils, le moine s’écrie qu’il est impossible que le père de cet enfant soit vivant ; il reconnaît donc que c’est son neveu et qu’il est orphelin. Bahîrâ lui recommande de le ramener bien vite à Mekke et de le protéger, les uns disent contre les Juifs, les autres contre les Byzantins, car ils savent sa haute destinée et ils chercheraient à le tuer. Des traditions parlent, en effet, de l’espoir que les Juifs avaient alors de voir apparaître parmi eux un Prophète-Messie : un Juif était venu voir Mohammed nouveau-né ; reconnaissant sur son corps le signe de la prophétie, il s’était évanoui, désespéré que le prophétisme passât des Banû Israêl aux Banû Ismaêl. »
Dès le début des conquêtes musulmanes, des sources chrétiennes attestent d'une crainte "apocalyptique" devant les invasions arabes et d'un pessimisme important dans le monde levantin. La Chronique de Frédégaire (vers 660,), soit 30 ans après la mort de Mahomet et alors que les incursions  vont jusqu'à l'actuelle Tunisie, rapporte que l'empereur byzantin Heraclius aurait appris par l'astrologie que l'empire serait dévasté par un "peuple de circoncis". Ce texte possède un parallèle dans le Kitab al-Maghazi de Maʻmar ibn Rāshid (VIIIe siècle), ce qui atteste probablement d'une source commune,.

### L'approche critique
Selon Maxime Rodinson, ces récits souffrent de déformations hagiographiques. L'historien les exclut donc pragmatiquement, tout en maintenant un doute de méthode : « Le récit a-t-il quelque noyau de vérité ? Nous n'en savons pas trop. Il est certain qu'il recèle des préoccupations apologétiques. Il s'agit de faire reconnaître le prophète par une des deux grandes religions monothéistes, dont l'Islam se constitue l'héritier. Certains chrétiens ont retourné l'argument, en voyant dans le moine (Bahira), supposé hérétique, l'inspirateur du prophète arabe, de manière à dépouiller celui-ci de toute originalité. » .